# Gloria Gordon Bolotsky
Gloria Gordon Bolotsky (Nueva York, 28 de julio de 1921 – Gaithersburg, 30 de junio de 2009) fue una informática estadounidense, y una de las primeras programadoras de la computadora ENIAC.

## Biografía
Gordon nació en Nueva York y fue a la escuela de enfermería, pero finalmente se licenció con un grado en Matemáticas en el College de Brooklyn de la Universidad de la Ciudad de Nueva York. En 1948 se casó con el metalúrgico Max Bolotsky, y criaron a sus cinco hijas en Rockville, Maryland. El marido de Gordon murió en 1998, tras 49 años de matrimonio. Ella murió de cáncer el 30 de junio de 2009 en Gaithersburg, Maryland, y fue enterrada en los King David Memorial Gardens en Virginia.

## Trayectoria
Gordon trabajó en la Brooklyn Navy Yard como matemática antes de mudarse a Filadelfia para entrar en la escuela de ingeniería de la Universidad de Pensilvania en los años 40. Formó parte de un equipo de unos cien científicos que participó en la programación de la computadora ENIAC, diseñada para calcular las tablas de tiro de artillería para el ejército estadounidense. La programación inicial había sido hecha por seis mujeres: Betty Snyder Holberton, Betty Jean Jennings Bartik, Marlyn Wescoff Meltzer, Ruth Lichterman Teitelbaum, Kathleen McNulty Mauchly Antonelli y Frances Bilas Spence.
En 1946, la revista Life publicó una fotografía de la ENIAC con dos mujeres trabajando en ella. A pesar de que no fueron identificadas en su momento, tiempo después se supo que la mujer agachada era Gordon y la otra su compañera Ester Gerston.
Desde Filadelfia, Gordon fue contratada en 1947 para formar parte de un grupo secreto en la instalación del ejército estadounidense Aberdeen Proving Ground en Maryland. En los años 50, trabajó como profesora de matemáticas en un instituto en Towson durante un año. En 1963, entró en el Instituto Nacional de Estándares y Tecnología en Gaithersburg, donde trabajó durante los siguientes veinte años. Realizó contribuciones notables en redes informáticas, incorporación de redes en sistemas de telecomunicaciones y en técnicas de optimización de costos.

## Selección de publicaciones
- R G Saltman; Gloria R Bolotsky; Zella G Ruthberg (1973). Heuristic cost optimization of the federal telpak network. U.S. National Bureau of Standards.
- Michel J Orceyre; Robert H Courtney; Gloria R Bolotsky (1978). Considerations in the selection of security measures for automatic data processing systems. U.S. Dept. of Commerce, National Bureau of Standards.
- Joseph Collica; Mark Skall; Gloria R. Bolotsky (1980). Conversion of federal ADP systems: a tutorial. U.S. Dept. of Commerce, National Bureau of Standards.
- Editorial contributions – Gerald D. Cole; Institute for Computer Sciences and Technology (1978). Design Alternatives for Computer Network Security. National Bureau of Standards.